# سيرجيو زاريت
سيرجيو زاريت (بالإسبانية: Sergio Zárate)‏ هو لاعب كرة قدم أرجنتيني، ولد في 14 أكتوبر 1969 في هايدو في الأرجنتين. شارك مع منتخب الأرجنتين لكرة القدم. أما مع النوادي، فقد لعب مع فيليز سارسفيلد ونادي أمريكا ونادي أنكونا ونادي بويبلا ونادي نورنبرغ ونادي نيكاكسا ونادي هامبورغ.

## وصلات خارجية
- سيرجيو زاريت على موقع قاعدة بيانات كرة القدم.إي يو (الإنجليزية)
- سيرجيو زاريت على موقع ناشيونال فوتبول تيمز (الإنجليزية)